# J. Edgar Hoover Building
Le J. Edgar Hoover building est un bâtiment administratif situé au 935 Pennsylvania Avenue à Washington, D.C.. Construit entre 1965 et 1975, il abrite le siège du Federal Bureau of Investigation (FBI). Il tient son nom de J. Edgar Hoover, directeur du FBI entre 1924 et 1972.

## Histoire
En 2014, l'avenir du bâtiment brutaliste semble être scellé, par le fait que son architecture ne convient à personne (« un cauchemar »), d'une part, et que le FBI (4 800 agents) serait délocalisé dans le Maryland ou la Virginie.
En 2025, Justin Shudow, un préposé de Trump, enfonce le clou, concernant ce bâtiment, comme d'autres de même nature, étant enclin à promouvoir un retour à une architecture classique d'un régime officiel.